# 20 미누토스

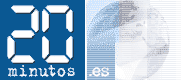
로고

20 미누토스(스페인어: 20 minutos)는 스페인의 신문이다.